# 蓮照寺 (庄原市)
蓮照寺（れんしょうじ）は、広島県庄原市西城町に所在する、真宗大谷派の寺院。

## 歴史
- 1515年（永正12年）に創建され、開基は蓮心。
- もともとは「中山寺」といい、旧入江村の中山というところにあった。
- 四世了誓の代に現在地に移転し、1584年（天正12年）中山寺 蓮照寺と改称した。
- 九世恵秀のとき東本願寺末寺となり、昭和初期に現山号である「大富山」に改めた。
- 身代わり名号の伝説がある。

## 身代わり名号
西城町のはずれ、大富山の裾に蓮照寺という真宗寺がある。むかし、この寺が入江村の中山にあって、中山寺といったころのことであるから、もう四百年以上も前の話になる。
大佐村の百姓に次郎右衛門という者があった。女房共々律儀な働きもので、とりわけ女房は日頃信心深い念仏者であったが、このところ、まだ夜の明けないのに、中山寺にまいるといって家を出る。毎朝きまって未明にいそいそと出かける女房の様子に、暗い疑心をもった次郎右衛門は、これはてっきり、密夫と逢引きするためと、思いつめて嫉妬の焔を燃やし、脇差をひっさげて駆け出して西城町の藤下り小路（今の開明橋西側）で待ちふせた。程なく、川霧の深く立ちこめる中を、急ぎ足で帰ってくる女房を見すまして、物陰から踊りいでものをもいわず、一太刀激しく斬りつけ、夢中でわが家へとって返した。息はずませて帰ってみれば殺したはずの女房が囲炉裏で朝げを炊いている。これはまたどうしたことか、確かな手応えで昏倒した女房が無難な姿で。余りの奇異におのれの目をうたがい、茫然とその場にへたばってしまった。
やがて、次郎右衛門は女房にうながされてわれにかえり、有りの侭を話し、何か変わったことはなかったかと問えば、帰りみちちょうど藤下りの所で、急によろめき、何か身柄が「じとー」と押付けられたように感じたが、どこにも怪我はなくもどったという。不思議なことがあるものと、すぐ相連れだって中山寺に直行した。そして住職といっしょに本堂へまいり更に驚いた。脇壇に掲げてある、御本山九世実如上人御筆の名号が、もったいなくも、南無の無の字を鋭く切られ血が流れておるではないか。三人はおたがいに顔を見合わせ交わす言葉もなく、ただ合掌念仏して感涙にむせんだ。
これによりこの一軸は、「切り掛けの名号」と唱え、また、南無阿弥陀仏の御名号の奇蹟を讃仰して「身代り名号」といって、寺宝となされた。
のち、この名号は所縁により、同郡宇山村の禅仏寺初世順古（俗名与茂三郎）へ譲られて代々秘蔵され、明治初期この寺は東城館町に移建されたが、今に重宝として持ち伝えられている。（国郡志書出帳　西城町、宇山村）

## 名所・旧跡

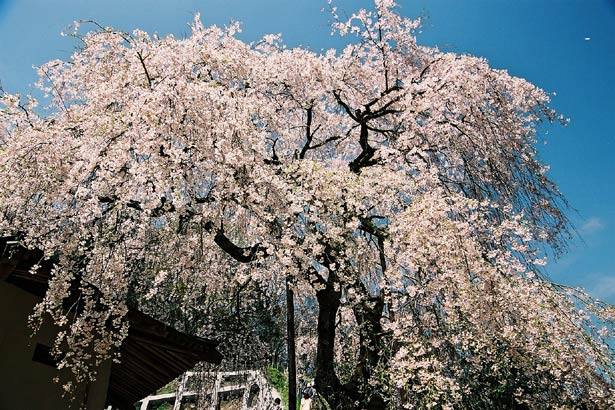
蓮照寺のしだれ桜

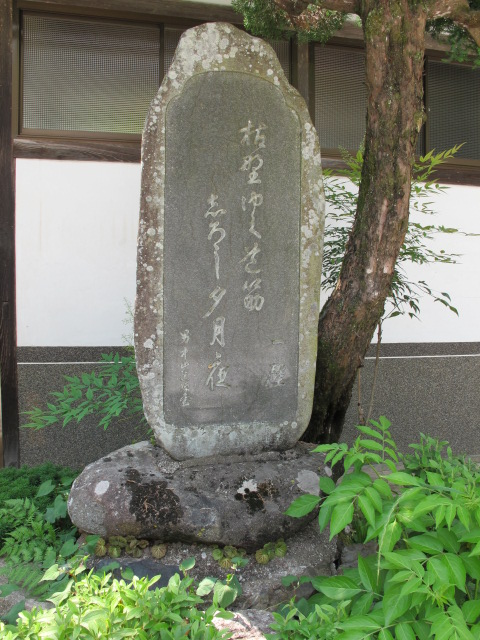
中山道源 句碑

- 境内のしだれ桜は有名で、毎年開花のころは全国から見物客が押し寄せる。
- 旧日本海軍少将中山道源の句碑が立つ。
- 寺の前から西城川に沿って続く「歴史の遊歩道」は人気の散策コース。

## 所在地
- 広島県庄原市西城町西城76番地

## 寺院周辺
- 庄原市立西城小学校
- 庄原警察署西城交番
- 菓子司処 大國堂
- 西城郵便局
- 安原旅館 洗心館
- 大富山登山道
- 大富城跡
- 呑み喰いや かじや

## 交通アクセス
- 中国自動車道庄原インターチェンジから車で15分
- JR備後西城駅から徒歩10分